# 2019年佐賀県議会議員選挙
2019年佐賀県議会議員選挙（2019ねんさがけんぎかいぎいんせんきょ）は、2019年（平成31年）4月7日に投票が行われた佐賀県議会の議員を改選するための一般選挙である。

## 概要
県議会議員の4年の任期満了に伴う選挙であり第19回統一地方選挙の一環として行われた。なお、佐賀県議会議員選挙は1947年（昭和22年）4月に実施された第1回の選挙からいずれも統一地方選挙の日程で実施されている。

## 選挙データ
- 告示日:2019年3月29日
- 投開票日:2019年4月7日
- 改選議席数:38議席
- 選挙区:13選挙区（うち7選挙区で無投票）
- 立候補者:45名（うち11名が無投票当選）

自由民主党:27名
公明党:2名
国民民主党:3名
日本共産党:2名
社会民主党:1名
無所属:10名

## 当選者
自民党 
 公明党 
 国民民主党 
 共産党 
 社民党 
 無所属 
| 佐賀市           | 一ノ瀬裕子 | 中本正一   | 木原奉文 |
| 佐賀市           | 徳光清孝   | 留守茂幸   | 武藤明美 |
| 佐賀市           | 西久保弘克 | 藤崎輝樹   | 川崎常博 |
| 佐賀市           | 江口善紀   | 古賀陽三   |          |
| 唐津市・東松浦郡 | 桃崎峰人   | 木村雄一   | 冨田幸樹 |
| 唐津市・東松浦郡 | 大場芳博   | 井上常憲   | 井上祐輔 |
| 鳥栖市           | 中村圭一   | 下田寛     | 向門慶人 |
| 多久市           | 野田勝人   |            |          |
| 伊万里市         | 岡口重文   | 弘川貴紀   | 中倉政義 |
| 武雄市           | 稲富正敏   | 石丸博     |          |
| 鹿島市・藤津郡   | 坂口祐樹   | 土井敏行   |          |
| 小城市           | 池田正恭   | 藤木卓一郎 |          |
| 嬉野市           | 石井秀夫   |            |          |
| 神埼市・神埼郡   | 古川裕紀   | 八谷克幸   |          |
| 三養基郡         | 古賀和浩   | 宮原真一   |          |
| 西松浦郡         | 原田寿雄   |            |          |
| 杵島郡           | 石倉秀郷   | 定松一生   |          |

### 補欠選挙
| 年     | 月   | 選挙区                 | 当選者   | 当選政党 | 欠員     | 欠員政党 | 欠員事由 |
| ------ | ---- | ---------------------- | -------- | -------- | -------- | -------- | -------- |
| 2021年 | 11月 | 唐津市・東松浦郡選挙区 | 桃崎祐介 | 自民党   | 桃崎峰人 | 自民党   | 死去     |
| 2021年 | 11月 | 唐津市・東松浦郡選挙区 | 田中秀和 | 自民党   | 井上常憲 | 自民党   | 死去     |